# ديف ماثيوز
ديف ماثيوز (بالإنجليزية: Dave Matthews) هو منتج أسطوانات ومغن مؤلف وموسيقي وملحن ومغني وعازف قيثارة جنوب أفريقي وأمريكي، ولد في 9 يناير 1967 في جوهانسبرغ في جنوب أفريقيا.

## وصلات خارجية
- الموقع الرسمي
- ديف ماثيوز على موقع IMDb (الإنجليزية)
- ديف ماثيوز على موقع ميوزك برينز (الإنجليزية)
- ديف ماثيوز على موقع رولينغ ستون (الإنجليزية)
- ديف ماثيوز على موقع إن إن دي بي (الإنجليزية)
- ديف ماثيوز على موقع أول ميوزيك (الإنجليزية)
- ديف ماثيوز على موقع ديسكوغز (الإنجليزية)
- ديف ماثيوز على موقع قاعدة بيانات الفيلم (الإنجليزية)